# Rockford (Iowa)
Rockford è un comune degli Stati Uniti d'America, situato nello Stato dell'Iowa, nella contea di Floyd.